# بنجامين بوكر
بنجامين بوكر (بالإنجليزية: Benjamin Booker)‏ هو عازف قيثارة ومغني ومغن مؤلف أمريكي، ولد في 14 يونيو 1989 في فرجينيا بيتش في الولايات المتحدة.

## وصلات خارجية
- بنجامين بوكر على موقع IMDb (الإنجليزية)
- بنجامين بوكر على موقع ميوزك برينز (الإنجليزية)
- بنجامين بوكر على موقع أول ميوزيك (الإنجليزية)
- بنجامين بوكر على موقع ديسكوغز (الإنجليزية)